# تيري الكسندر
تيري الكسندر (بالإنجليزية: Terry Alexander)‏ هو ممثل أمريكي، ولد في 23 مارس 1947 في الولايات المتحدة.

## وصلات خارجية
- تيري الكسندر على موقع IMDb (الإنجليزية)
- تيري الكسندر على موقع ألو سيني (الفرنسية)
- تيري الكسندر على موقع قاعدة بيانات برودواي على الإنترنت (الإنجليزية)
- تيري الكسندر على موقع قاعدة بيانات الفيلم (الإنجليزية)